# Route du Ponale
La route du Ponale est une ancienne route qui monte dans la vallée du ruisseau Ponale, reliant le lac de Ledro à Riva del Garda. 
Construite au milieu du XIXe siècle, elle a été utilisée pour le trafic jusqu'en 1995, année de la fermeture définitive qui a suivi l'ouverture du nouveau tunnel reliant Riva del Garda. Depuis 2004, elle est devenue une piste cyclable et un chemin apprécié par de nombreux randonneurs. 

## Description

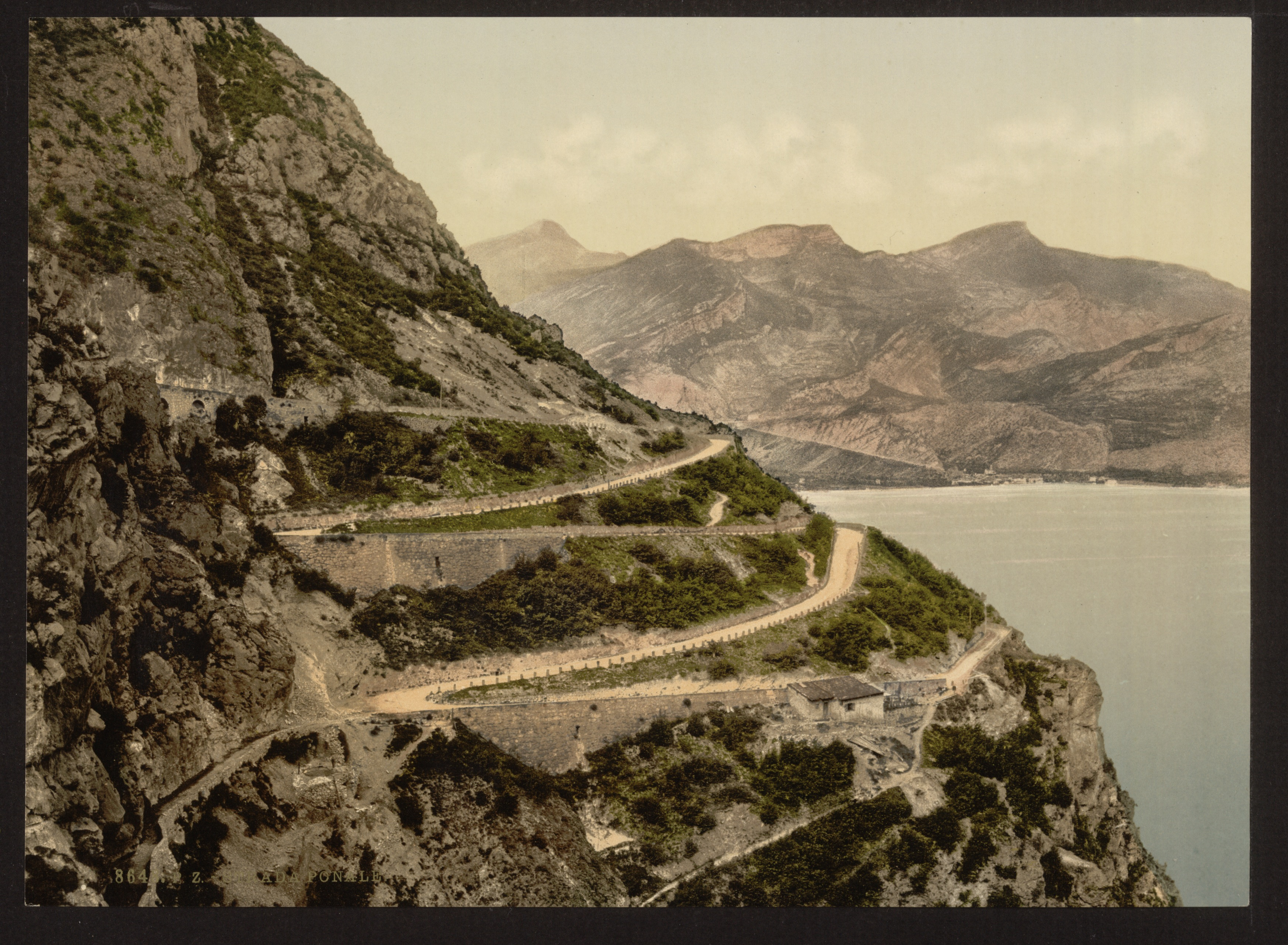
La route du Ponale entre 1890 et 1900.

La construction de cet ouvrage a commencé le 1er février 1848 et s'est terminée le 3 janvier 1851. Le créateur de la route était un riche marchand de Bezzecca, Giacomo Cis. Il a consacré une grande partie de sa vie à soutenir, à solliciter et à concevoir des travaux qui auraient permis à la vallée de Ledro de sortir d'un isolement séculaire dû au manque de voies d'accès. 
La longueur totale de la route est de 33 kilomètres, les premiers étant les plus difficiles à atteindre car ils ont été creusés dans les parois rocheuses du Monte Oro. Giacomo Cis a également construit trois galeries pour traiter cette section. 
En 1891, la route a été empruntée pour la première fois par des voitures particulières, alors qu'en 1911 des trajets en voiture postale régulière ont été effectués. 
Pendant la Première Guerre mondiale, la route était contrôlée par le génie militaire, qui a procédé à des modifications, notamment à la construction de tunnels supplémentaires, et d'autres ont été ajoutés au cours des années suivantes pour faciliter la circulation. 
Pendant de nombreuses années, la route était largement suffisante pour répondre aux exigences du trafic, même si elle était très étroite et comportait de nombreux virages. En 1981, ils ont commencé à concevoir une route alternative principalement dans le tunnel. Cette dernière est entrée en service en 1992. 
Après la construction du nouveau tunnel, la route du Ponale est tombé en désuétude et a été fermée à la circulation. Après des années de négligence et d’abandon, le 14 juillet 2004, la route commence une seconde vie en se transformant en un chemin de montagne ouvert aux cyclistes et aux piétons. 

## Piste cyclable
Aujourd'hui, la route du Ponale est devenue, grâce à la vue spectaculaire qu'elle offre sur le lac de Garde, une randonnée d'une grande valeur pour de nombreux amateurs de vélo de montagne. 
La piste cyclable commence à Riva del Garda, à l'entrée de la route nationale en direction de Brescia. Peu de temps après avoir quitté Riva, sur la droite, débute la route du Ponale, bien balisée, avec un chemin de terre, mais bien entretenu. De là, il faut continuer la montée, constante et pas trop raide, en suivant les panneaux indiquant le lac de Ledro et offrant une large vue sur le lac de Garde. Une fois à Molina di Ledro, il est possible de continuer vers le lac.   